# Else Ury
Pour les articles homonymes, voir URY.
Else Ury, née le 1er novembre 1877 à Berlin et morte le 13 janvier 1943 dans le camp de concentration et d'extermination d'Auschwitz, est une écrivaine allemande et autrice de livres pour enfants. Son personnage est la blonde Annemarie Braun, fille de médecin, dont la vie de son enfance à sa vieillesse est racontée dans les dix volumes de la série Nesthäkchen. Les livres, la série en six épisodes de 1983 basé sur les trois premiers livres, ainsi que la nouvelle édition DVD (2005) attire l'attention de millions de lecteurs et de téléspectateurs. Au cours de la vie d'Ury, c'est le quatrième volume, Nesthäkchen und der Weltkrieg (Nesthäkchen et la Guerre Mondiale) qui est le plus populaire,. Elle est membre de la Bürgertum (classe moyenne). Durant sa vie, elle est tiraillée entre le patriotisme allemand et la culture juive. Cette situation se reflète dans ses écrits, bien que les livres Nesthäkchen ne fassent aucune référence au judaïsme.

## Biographie
Else Ury est née à Berlin le 1er novembre 1877, dans une famille de marchands juifs. Son enfance heureuse et sa vie avec une famille élargie lui fournit l'environnement et l'inspiration pour ses livres. Le ménage prospère bourgeoisement avec un cuisinier, une gouvernante, une femme de ménage, un portier et des meubles décrits par Else Ury dans Nesthäkchen ou dans Studierte Mädel (1906) qui est un reflet direct de sa vie à Berlin, en particulier lorsque sa famille vivait dans la Kantstraße à Charlottenbourg, et plus tard à Kaiserdamm. Tandis que son père Emil (1835-1920) devient un marchand prospère, sa mère, Franziska Ury (1847-1940) représente l'allemand de la Bildungsbürgertum (classe moyenne éduquée). Franziska transmet son intérêt pour la littérature classique et moderne, les arts et la musique à ses enfants.
Soutenue par ces concepts d'éducation, ses frères et sœurs d'Else Ury réussissent leur carrière dans la classe moyenne : Ludwig (1870-1963) devient avocat, Hans (1873-1937) médecin. Käthe (7 octobre 1881 - 30 octobre 1944, assassinée à Auschwitz), avant de se marier et de fonder une famille, prévoit de devenir une enseignante. Ury, cependant, malgré sa fréquentation de la Lyzeum Königliche Luisenschule, choisi de ne pas exercer une profession. Elle commence à écrire, sous un nom de plume, pour le Vossische Zeitung. En 1905, son premier livre, Was das Sonntagskind Erlauscht (Ce que l'enfant chanceux a entendu), est publié par Globus Verlag. Ce recueil de 38 contes moraux favorise l'apprentissage des idéaux tels que la loyauté, l'honnêteté et la fidélité. Son livre suivant, Goldblondchen (1908) lui vaut une citation honoraire par l'influent Jugendschriftenwarte et cinq autres publications ce qui construit son succès, jusqu'à ce que finalement la série Nesthäkchen soit publiée entre 1918 et 1925 et fasse d'elle une écrivaine célèbre.
Auteur d'une quarantaine de livres, Else Ury n'est pas seulement l'une des écrivaines les plus productives de son temps, elle est aussi l'une des plus couronnées de succès. La combinaison de l'esprit, de l'humour et de la compassion fait de ses livres des best-sellers. Pour son cinquantième anniversaire, le 1er novembre 1927, son éditeur, Meidigers Jugendschriftenverlag, lui rend hommage avec une grande réception au célèbre Hôtel Adlon.
Ses écrits la rendent riche. Grâce à ses bénéfices, elle acquiert une maison de vacances à Krümmhubel (Karpacz) en Basse-Silésie. Elle nomme la maison Haus Nesthäkchen. En 1933, Ury reçoit 250 000 reichsmarks comme avance pour Nesthäkchen et une série, Professors Zwillinge-Reihe, se déroulant au plus fort de la Grande Dépression. Des millions de fans achètent ses livres, les écoutent à la radio, assistent à ses réceptions, et lisent ses articles dans les journaux. Pendant la République de Weimar, Else Ury atteint le statut de superstar.

## Hollywood
En 1939, la situation d'Else Ury en Allemagne devient intenable, et elle n'a aucun espoir que cela s'améliore. Au début de cette année, elle essaye de faire entrer sur le marché son travail en Angleterre et aux États-Unis, espérant créer une base solide pour une demande d'émigration. Elle envoie ses histoires à des connaissances à Londres, dont son neveu de 20 ans, Klaus Heymann, qui a immigré en Angleterre parce qu'il n'était plus autorisé à étudier en Allemagne. Mais Heymann ne connait personne capable de faire une traduction anglaise de son œuvre. Plus prometteur est son contact avec son neveu Fritz, qui a immigré en Angleterre et fait la connaissance d'un agent littéraire de Berlin, Karl Ludwig Schröder. Schröder, à son tour, entre en contact avec l'agent hollywoodien Paul Kohner, Hollywood étant à la recherche de matériel pour ses enfants star. 
Dans une lettre à Kohner, le 10 mars 1939, Schröder se réfère à Else Ury: « Si une entreprise américaine a une enfant star, je vais leur faire découvrir de l'écrivaine allemande non-aryenne Else Ury (des millions de copies vendues), que je représente. Je peux envoyer des copies de ses livres de Berlin s'ils ne sont pas disponibles. Ses œuvres n'ont pas été traduites en anglais, bien qu'elles existent en français, en néerlandais et en norvégien. » Kohner répond : « Ce matériel pour les enfants star est extraordinairement intéressant. Je vous demande de m'envoyer dès que possible tous les livres d'Ury qui pourraient devenir des films. » La femme juive-allemande de Schröder a émigré à Rome, et Schröder fait des allers-retours entre Rome et Berlin. Il écrit à Kohner, se référant à son adresse berlinoise, « parce que le courrier est censuré, veuillez écrire seulement en des termes qui ne peuvent pas être mal compris.» Dans sa lettre suivante Schöder promet, « je vous écris à nouveau sur Else Ury et ses livres pour enfants. Je vais immédiatement vous envoyer une sélection s'ils peuvent encore être envoyés à partir de l'Allemagne... Je dois dire encore une fois que ces livres, édités à des millions d'exemplaires, sont appropriés pour les enfants de tous âges. Pour Shirley Temple, les livres d'Ury livres seraient tout aussi bons que les romans suisses sur Heidi.» Kohner, qui reçoit cette lettre le 2 juin 1939, réagit immédiatement : « Nous sommes en attente de votre rapport ici... Mais si vous pensez qu'un livre d'Ury serait tout aussi approprié pour Shirley Temple qu'Heidi, vous n'êtes alors pas au courant que Heidi est un immense succès en Amérique. »
Apparemment, en juillet 1939 (la lettre est sans date) Else Ury écrit à Kohner. Elle donne son adresse comme "Solinger Straße 87, z.Zt. Krummhübel, Riesengebirge, Haus Nesthäkchen." Ury indique qu'elle a inclus le volume 4, Nesthäkchen und der Weltkrieg, et elle décrit en termes généraux le contenu des autres volumes. Ury suggère que le rôle de chef de file dans le volume 6, Nesthäkchen fliegt aus dem Nest, peut être joué par une fille de grande taille ; une enfant star peut prendre le rôle de la fille de Nesthäkchen dans le volume 7, Nesthäkchen und ihre Küken. Ury mentionne brièvement que plus tard, les volumes 8–10 pourraient servir de conclusion pour le film ou le début de la deuxième partie. Elle suggère également que son livre Baumeisters Rangen pourrait faire un bon film. Elle promet d'envoyer les livres à Kohner donne l'adresse de son frère Ludwig que son entreprise la contacte. Kohner répond le 2 août 1939 : « Chère Madame, j'ai reçu votre lettre non datée du mois dernier, et je comprends que Herr Karl L. Schröder va m'envoyer un certain nombre de vos livres pour enfants. Dès que je les reçois, je vais faire préparer des résumés. Vous aurez alors plus de renseignements auprès de moi, soit à votre adresse ou à l'adresse de votre frère. En attendant, je vous envoie mes chaleureuses salutations. (Paul Kohner). »
Le déclenchement de la Seconde Guerre mondiale, le 1er septembre 1939, met fin aux contacts et aux espoirs d'Else Ury. Dans les fichiers de Kohner, il n'y a aucune autre référence à Ury. Elle ne correspond plus non plus avec Karl L. Schröder, qui meurt à Rome, le 23 septembre 1940.

## Déportation et mort
En tant que juive, Ury est interdite de publication, dépouillée de ses biens, déportée à Auschwitz et gazée le jour où elle arrive. Des 1 000 personnes du transport partit de Berlin, le 13 janvier 1943, 873 personnes sont jugées inaptes au travail, envoyées directement à la chambre à gaz à Auschwitz.

## Après-guerre: réédition et adaptation pour la télévision
Après la guerre, les livres d'Ury sont re-publié. Une version révisée de la série Nesthäkchen est publiée par Hoch Verlag en 1952. Le premier volume est intitulé Nesthäkchen et ses Poupées. La seule modification importante est que le quatrième volume, Nesthäkchen und der Weltkrieg (faisant référence à la Première Guerre mondiale), n'est pas réimprimé. Un court chapitre final dans le troisième volume résume les événements de la quatrième volume, afin d'assurer la continuité de la série.
Les neuf autres volumes sont maintes fois réimprimées, leur tirage total est de plus de sept millions d'exemplaires. La télévision publique allemande ZDF filme le début de la série Nesthäkchen en 1983 en tant que spectacle de Noël. En 2005, le programme sort en DVD.

## Commémorations
Marianne Brentzel publie en 1994, une biographie de Ury sous le titre, Nesthäkchen arrives in the Concentration Camp qui suscite l'attention du public sur son l'assassinat à Auschwitz. Des monuments sa mémoire son érigés à Berlin et à Karpacz (emplacement de sa maison de vacances). Sa maison de vacances, dans la Pologne actuelle, porte le titre de Dom Nesthäkchen (la maison Nesthäkchen). Après la guerre, la « maison juive » à Berlin-Moabit, Solingerstraße 10, sa dernière résidence avant sa déportation à Auschwitz, est démolie. Un mémorial de pavage en pierre est posé en face, qui rappelle aux passants, Ury et ses collègues des victimes de l'Holocauste. Un arc de la S-Bahn à Charlottenburg, est nommé en son honneur. Un cénotaphe au cimetière juif de Berlin-Weissensee (Jüdischer Friedhof Weißensee) commémore son nom. Une rue à Hanovre, la Alfred-Klabund-Weg est renommée en 1988 Else-Ury-Weg.

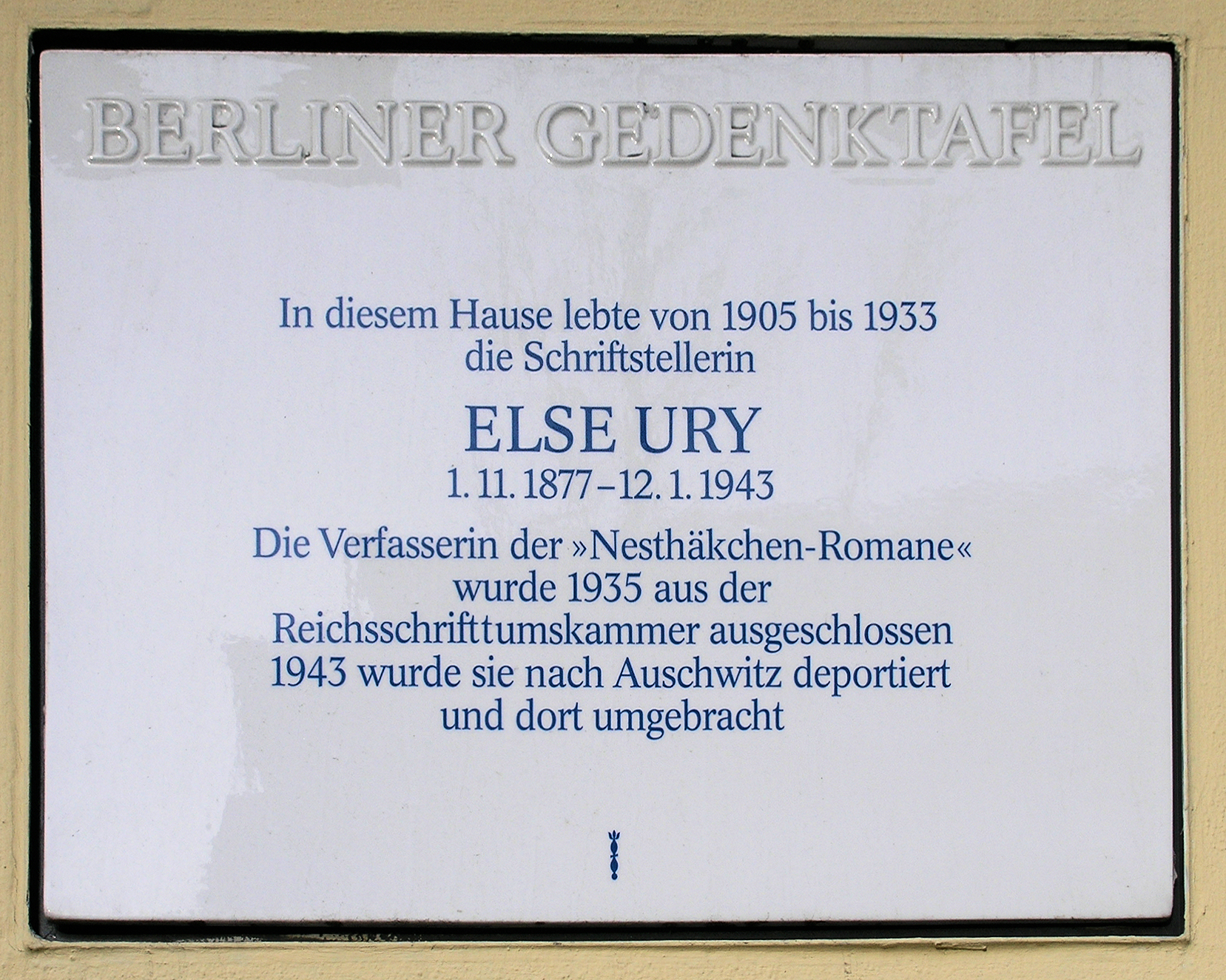
Plaque commémorative au 30 Kanstrasse à Berlin.

## Nesthäkchen et la Guerre Mondiale
Else Ury décrit dans Nesthäkchen und der Weltkrieg les expériences de Annemarie Braun, qui a onze ans quand l'histoire commence, et treize ans quand elle se termine. Le père d'Annemarie sert comme médecin militaire en France. Sa mère est en Angleterre avec ses parents et n'est pas en mesure de retourner à Allemagne à cause de la guerre. Annemarie et ses deux frères plus âgés, Hans et Klaus, sont pris en charge par une grand-mère. Le récit traite beaucoup des expériences d'Annemarie avec une nouvelle camarade de classe, la germano-polonaise Vera, qui ne parle pas allemand au début de l'histoire. La populaire, entêtée Annemarie exclue froidement Vera de son cercle d'amis comme une étrangère et une présumée espionne, en faisant de la belle et sympathique Vera une paria. La résolution de cette douloureuse agression relationnelle conduit à une choquante, retentissante apogée, qui captive la guerre en arrière-plan donne à Nesthäkchen und der Weltkrieg de l'intensité et de la profondeur. Le livre est un commentaire intemporel sur la nature brutale de la guerre.
Après 1945, le nouvel éditeur, retire Nesthäkchen und der Weltkrieg de la série, parce qu'il est sur la liste de censure des panneaux de contrôle allié. Ury est une patriote allemande, et ses descriptions des événements dans et pendant la Première Guerre Mondiale sont classés par les commissions de contrôle comme une glorification de la guerre en Allemagne. Depuis 1945, la série Nesthäkchen consiste en 9 volumes. Trois tomes de la série sont traduits en français sous le titre de Benjamine. Ury écrit également d'autres livres et histoires, surtout pour les filles et les jeunes femmes. La plupart des écrits d'Ury ne sont plus disponibles.

## Œuvres

### Série Nesthäkchen
La série Nesthäkchen représente un genre littéraire allemand, le Backfischroman (de), des romans décrivant la maturation et est destiné à des lecteurs de 12 à 16 ans. Un Backfisch ("adolescente", littéralement "poisson à frire") est une jeune fille entre quatorze et dix-sept ans. Le Backfischroman est à la mode entre 1850 et 1950. Il traite majoritairement des stéréotypes, de la société traditionnelle, des images de croissance des filles absorbant les normes de la société. Les histoires se termine en mariage, avec l'héroïne devennant une Hausfrau.  Le plus réussi des auteurs de Backfischroman, au côté de Else Ury, sont Magda Trott (de), Emmy von Rhoden (de) avec son Der Trotzkopf (de) et Henny Koch (de). Ury veut mettre fin à la série Nesthäkchen avec le volume de 6. Meidingers Jugendschriften Verlag, son éditeur berlinois est inondée de lettres de jeune fans, réclamant plus d'histoires de Nesthäkchen. Après quelques hésitations, Ury écrit quatre autres volumes, et inclus des commentaires au sujet de ses premiers doutes dans un épilogue à volume 7, Nesthäkchen und ihre Küken.
- 1913/18 Nesthäkchen und ihre Puppen (Traduction: Benjamine et ses poupées)
- 1915/18 Nesthäkchens erstes Schuljahr (Traduction: Benjamine à l'école)
- 1915/21 Nesthäkchen im Kinderheim (Traduction: Benjamine et les enfants du sanatorium)
- 1917/21 Nesthäkchen und der Weltkrieg (Traduction: Benjamine et la Guerre Mondiale)[11]
- 1919 Nesthäkchens Backfischzeit (Traduction: L'adolescende de Benjamine)
- 1921 Nesthäkchen fliegt aus dem Nid (Traduction: Benjamine quitte le nid)
- 1923 Nesthäkchen und ihre Küken (Traduction: Benjamine et ses poussins)
- 1924 Nesthäkchens Jüngste (Traduction: Les plus jeunes de Benjamine)
- 1924 Nesthäkchen und ihre Enkel (Traduction: Benjamine et ses petits-enfants)
- 1925 Nesthäkchen im weißen Haar (Traduction: Benjamine aux cheveux blanc)

### Série Professors Zwillinge
- 1923 Professors Zwillinge Bubi und Mädi
- 1925/26 Profesorrs Zwillinge in der Waldschule
- 1927 Professors Zwillinge in Italien
- 1928 Professors Zwillinge im Sternenhaus
- 1929 Professors Zwillinge – Von der Schulbank ins Leben

### Romans
- 1906 Studierte Mädel
- 1908 Goldblondchen
- 1910 Baumeisters Rangen
- 1911 Vierzehn Jahr' und sieben Wochen
- 1913 Kommerzienrats Olly
- 1914 Das graueHaus
- 1916 Dornröschen
- 1917 Das Ratstöchterlein von Rothenburg
- 1918 Flüchtlingskinder
- 1919 Lieb Heimatland
- 1920 Lilli Liliput
- 1921 Hänschen Tunichgut
- 1925 Lillis Weg
- 1929 Studierte Mädel von heute
- 1930 Das Rosenhäusel
- 1930 Wie einst im Mai
- 1933 Kläuschen und Mäuschen
- 1933 Jugend voraus

### Recueil de nouvelles
- 1905 Was das Sonntagskind erlauscht
- 1910 Babys erstes Geschichtenbuch
- 1914 Huschelchen
- 1917 Lotte Naseweis
- 1923 Jungmädelgeschichten
- 1931 Wir Mädels aus Nord und Süd
- 1932 Für meine Nesthäkchenkinder

### Sources
- (en) Else Ury, Nesthäkchen and the World War : First English Translation of the German Children's Classic, iuniverse, 2006 (ISBN 0-595-39729-8, lire en ligne), p. 180
- (de) Marianne Brentzel, Nesthäkchen kommt ins KZ – Eine Annäherung an Else Ury 1877–1943, Zürich/Dortmund, eFeF Verlag, 1993 (ISBN 3-931782-36-0)
- (de) Marianne Brentzel, Mir kann doch nichts geschehen: Das Leben der Nesthäkchen-Autorin Else Ury, Berlin, édition Ebersbach, 2007 (ISBN 978-3-938740-54-5)
- (de) Angelika Grunenberg, Die Welt war so heil – Die Familie der Else Ury. Chronik eines jüdischen Schicksals, Berlin, Verlag List, 2006 (ISBN 978-3-548-60683-5)
- (de) Lüke, Martina, « Else Ury – A Representative of the German-Jewish 'Bürgertum' », "Not an Essence but a Positioning": German-Jewish Women Writers 1900-38, Publication of the Institute of Germanic Studies,‎ 2009, p. 77-93 (ISBN 978-3-89975-161-1)
- (de) Susanne Zahn, Töchterleben. Studien zur Sozialgeschichte der Mädchenliteratur.
- (en) Steven Lehrer, Wannsee House and the Holocaust, McFarland, 2000, 196 p. (ISBN 978-0-7864-0792-7, lire en ligne), p. 196
- (en) Steven Lehrer, Hitler Sites : A City-by-city Guidebook (Austria, Germany, France, United States), McFarland, 2002, 218 p. (ISBN 0-7864-1045-0, lire en ligne), p. 224